# Serra del Pago
La Serra del Pago és una serra situada a cavall dels termes municipals d'Alt Àneu (antic terme de Son i d'Espot, a la comarca del Pallars Sobirà, amb una elevació màxima de 2.255 metres.